# Стояньево
Стояньево — деревня в городском округе Озёры Московской области России. Население — 13 чел. (2015).

## Население
| 1852 | 1859 | 1890 | 1926 | 2002 | 2006 | 2010 |
| ---- | ---- | ---- | ---- | ---- | ---- | ---- |
| 167  | ↗176 | ↗207 | ↗248 | ↘32  | ↘30  | ↘18  |
| 2015 |      |      |      |      |      |      |
| ↘13  |      |      |      |      |      |      |

## География
Расположена в северо-западной части района, примерно в 14,5 км к северо-западу от центра города Озёры. В деревне одна улица — Лесная, зарегистрировано садовое товарищество. Связана автобусным сообщением с районным центром. Ближайшие населённые пункты — деревни Кобяково, Мощаницы и Рудаково.

## История
В «Списке населённых мест» 1862 года Стояньева — владельческая деревня 2-го стана Коломенского уезда Московской губернии по левую сторону Каширского тракта из Коломны, в 28 верстах от уездного города, при колодце и пруде, с 18 дворами и 176 жителями (81 мужчина, 95 женщин). Некоторое время владельцем сельца Стояньево был П. Г. Воскресенский.
По данным на 1890 год входила в состав Бояркинской волости Коломенского уезда, число душ составляло 207 человек.
В 1913 году — 24 двора.
По материалам Всесоюзной переписи населения 1926 года — центр Стояньевского сельсовета Бояркинской волости, проживало 248 жителей (108 мужчин, 140 женщин), насчитывалось 45 крестьянских хозяйств, имелся сельский комитет крестьянской общественной взаимопомощи.
С 1929 года — населённый пункт в составе Озёрского района Коломенского округа Московской области, с 1930-го, в связи с упразднением округа, — в составе Озёрского района Московской области.
В 1939 году Стояньевский сельсовет был упразднён, деревня передана Мощаницкому сельсовету, а в начале 1950-х гг. из Мощаницкого в Бояркинский сельсовет, из состава которого была выведена в Боково-Акуловский сельсовет в 1954 году.
В 1959 году Озёрский район был упразднён, Стояньево вошло в состав Коломенского района, в середине 1960-х гг. из Боково-Акуловского сельсовета передано Речицкому сельсовету, позднее переименованному в Мощаницкий.
В 1969 году Озёрский район был воссоздан, а Мощаницкий сельсовет переименован в Тарбушевский сельсовет Озёрского района.
С 1994 по 2006 год — деревня Тарбушевского сельского округа.